# Horizon in the Middle of Nowhere
Autre
Horizon in the Middle of Nowhere (境界線上のホライゾン, Kyōkai Senjō no Horizon) est un light novel japonais.

## Média

### Light novels
Il est la 13e meilleure vente entre novembre 2011 et novembre 2012.
| no | Japonais                    | Japonais          | Japonais          |
| no | Titre                       | Date de sortie    | ISBN              |
| -- | --------------------------- | ----------------- | ----------------- |
| 1  | 境界線上のホライゾンI<上>   | 10 septembre 2008 | 978-4-04-867218-4 |
| 2  | 境界線上のホライゾンI<下>   | 10 octobre 2008   | 978-4-04-867270-2 |
| 3  | 境界線上のホライゾンII<上>  | 10 juin 2009      | 978-4-04-867848-3 |
| 4  | 境界線上のホライゾンII<下>  | 10 juillet 2009   | 978-4-04-867901-5 |
| 5  | 境界線上のホライゾンIII<上> | 10 juin 2010      | 978-4-04-868600-6 |
| 6  | 境界線上のホライゾンIII<中> | 10 juillet 2010   | 978-4-04-868647-1 |
| 7  | 境界線上のホライゾンIII<下> | 10 septembre 2010 | 978-4-04-868735-5 |
| 8  | 境界線上のホライゾンIV<上>  | 10 septembre 2011 | 978-4-04-870805-0 |
| 9  | 境界線上のホライゾンIV<中>  | 10 octobre 2011   | 978-4-04-870806-7 |

### Jeu vidéo
En avril 2013, le jeu Horizon in the Middle of Nowhere Portable est vendu à plus de 26 000 copies.

### Anime
En mars 2011 sort un anime dérivé du light novel. La série est licenciée par Sentai Filmworks en Amérique du Nord et est diffusée simultanément sur Anime Network le 4 octobre 2011, suivie d’une sortie vidéo à domicile en 2012.

#### Liste d'épisodes
| No | Titre français | Titre japonais             | Titre japonais                       | Date de 1re diffusion |
| No | Titre français | Kanji                      | Rōmaji                               | Date de 1re diffusion |
| -- | -------------- | -------------------------- | ------------------------------------ | --------------------- |
| 01 |                | 境界線前の整列者達         | Kyōkai-sen Mae no Seiretsu-sha-tachi | 1er octobre 2011      |
| 02 |                | 食事場の清純者             | Shokujiba no Seijun-sha              | 8 octobre 2011        |
| 03 |                | 街中の遊撃手               | Machinaka no Yūgeki-shu              | 15 octobre 2011       |
| 04 |                | 夜天下の暗躍者             | Yaten-ka no An'yaku-sha              | 22 octobre 2011       |
| 05 |                | 月下の卒業者               | Gekka no Sotsugyō-sha                | 29 octobre 2011       |
| 06 |                | 告白場の代弁手             | Kokuhaku-ba no Daiben-shu            | 5 novembre 2011       |
| 07 |                | 武蔵の騎士                 | Musashi no Kishi                     | 12 novembre 2011      |
| 08 |                | 全域の支持者               | Zen'iki no Shiji-sha                 | 19 novembre 2011      |
| 09 |                | 高嶺の花                   | Takane no Hana                       | 26 novembre 2011      |
| 10 |                | スタートラインのラッパ吹き | Sutātorain no Rappafuki              | 3 décembre 2011       |
| 11 |                | 武蔵の不可能男             | Musashi no Fukanō Otoko              | 10 décembre 2011      |
| 12 |                | 平行線上への相対者         | Heikōksen-jō eno Aitai-sha           | 17 décembre 2011      |
| 13 |                | 境界線上の整列者達         | Kyōkaisen-jō no Seiretsu-sha-tachi   | 24 décembre 2011      |

#### Doublage original
- Chiwa Saitō : Kimi Aoi
- Minako Kotobuki : Gin Tachibana
- Tetsu Shiratori : Felipe Segundo
- Nao Tōyama : Margot Knight
- Ryōko Shiraishi : Makiko Oriotorai

## Réception

### Light novel
En 2012, le light novel était no 13 dans le classement 2012 des light novel les plus vendus par série avec 409 949 exemplaires vendus.

### Jeu vidéo
Le jeu s’est vendu à plus de 26 000 exemplaires au cours de la première semaine qui a suivi son lancement.